# Andenes (Gloppen)
Andenes – wieś w zachodniej Norwegii, w okręgu Sogn og Fjordane, w gminie Gloppen. Wieś leży na brzegu fiordu Gloppefjorden, przy europejskiej trasie E39. Andenes znajduje się 3 km na północ od miejscowości Vereide i około 9 km na północ od centrum administracyjnego gminy – Sandane.
W bezpośrednim sąsiedztwie miejscowości znajduje się Port lotniczy Sandane, który oferuje połączenia lotnicze m.in. do Oslo czy Sogndal.